# Pap János (lelkész)
Jármi Pap János (Lövőpetri, 1795. március 8. – Rákos, 1861. szeptember 3.) református lelkész.

## Élete
Középiskolai, jogi és teológiai tanulmányait a sárospataki főiskolában végezte. Innen, mivel a protestáns ifjaknak a külföldi egyetemek látogatása akkor tiltva volt, a bécsi egyetemre ment. Hazajöttével nehány évi káplánkodás után, a munkácsi református egyház választotta meg lelkészének (1831), később az egyházmegye tanácsbírájának. 1852-ben az akkor még népesebb szomszéd rákosi egyház meghívását fogadta el.
Kézirati munkája: A' munkácsi reformata egyház történeteinek rövid vázlata, részint az illető egyház levéltárában található, részint több történetírók munkáik nyomán szerkeszté 1848-ban, 4rét 22 lap. A Magyar Nemzeti Múzeumi Könyvtár kézirati osztályában. Több, németből és franciából átdolgozott egyházi beszéde fiának Pap Károly beregrákosi református lelkésznek birtokában volt.